# 布里沃-沙朗萨克
布里沃-沙朗萨克（法語：Brives-Charensac，法語發音：[bʁiv ʃaʁɑ̃sak]）是法国上卢瓦尔省的一个市镇，位于该省中南部，属于勒皮区，也是勒皮城市公共社区的组成部分。该市镇于1839年由原市镇布里沃（Brives）和沙朗萨克（Charensac）合并而成。

## 地理
布里沃-沙朗萨克（45°2'48"N, 3°55'36"E）面积4.87 平方千米，位于法国奥弗涅-罗讷-阿尔卑斯大区上盧瓦爾省，该省份为法国中南部省份，北起多姆山省和卢瓦尔省，西接康塔爾省，南至洛泽尔省，东临阿尔代什省。
与布里沃-沙朗萨克接壤的市镇（或旧市镇、城区）包括：沙德拉克、库邦、勒蒙泰伊、勒皮、圣日耳曼拉普拉德。

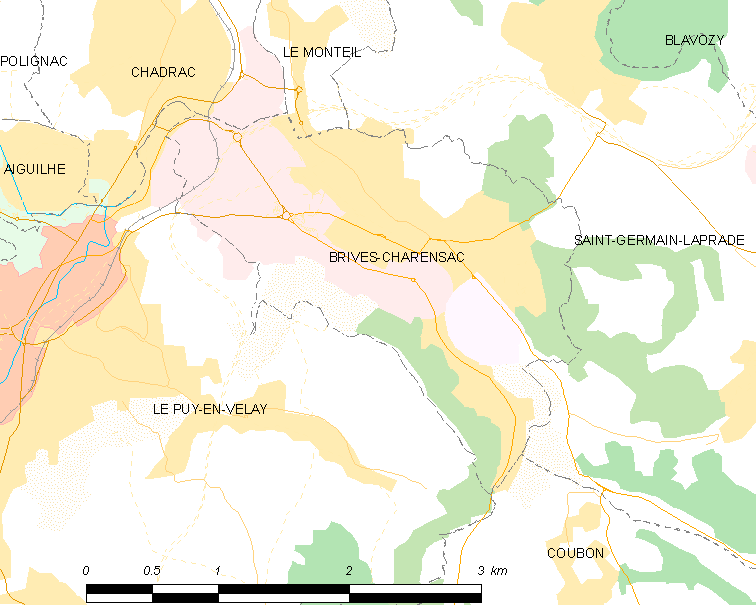
布里沃-沙朗萨克的OSM定位图

布里沃-沙朗萨克的时区为UTC+01:00、UTC+02:00（夏令时）。

## 行政
布里沃-沙朗萨克的邮政编码为43700，INSEE市镇编码为43041。

## 政治
布里沃-沙朗萨克所属的省级选区为勒皮第三县。

## 人口

1962-2008年间布里沃-沙朗萨克人口变化图示

布里沃-沙朗萨克于2022年1月1日时的人口数量为4242人。